# 賈貝瑞·柏德
賈貝瑞·卡爾·柏德（1994年7月3日—）為美國男子籃球運動員，現效力於P. LEAGUE+臺北富邦勇士。

## 職業生涯
2023年11月30日，印尼籃球聯賽棉蘭白頭鷹引進柏德。
2024年9月26日，菲律賓籃球協會（PBA）麥諾尼亞熱點引進柏德取代雷文特·萊斯參加PBA總督盃；柏德的父親1976年也曾在PBA打球，並且是PBA首位單場得分突破70大關的球員。12月，大马篮球联赛（MBL）柔佛南虎引進柏德。2025年1月11日，柔佛南虎奪下2024-25賽季MBL冠軍金盃，柏德獲選為FMVP。2月1日，P. LEAGUE+臺北富邦勇士簽下柏德。

## 外部連結
- 賈貝瑞·柏德在NBA（英语）
- 賈貝瑞·柏德在NBA G聯盟（英语）
- 賈貝瑞·柏德在P. LEAGUE+
- 賈貝瑞·柏德在Basketball-Reference.com（NBA）（英语）
- 賈貝瑞·柏德在Basketball-Reference.com（NBA G聯盟）（英语）
- 賈貝瑞·柏德在Sports-Reference.com（NCAA）（英语）
- 賈貝瑞·柏德在ESPN（NBA）（英语）
- 賈貝瑞·柏德在Eurobasket.com（球員）（英语）
- 賈貝瑞·柏德在RealGM（英语）
- 賈貝瑞·柏德在Proballers（英语）
- 賈貝瑞·柏德在Flashscore（英语）